# Baccio Valori

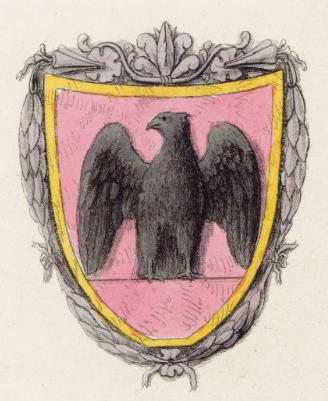
Stemma della famiglia Valori

Bartolomeo di Filippo Valori, detto Baccio (Firenze, 5 dicembre 1477 – Firenze, 20 agosto 1537), è stato un politico e condottiero italiano.

## Biografia
Era figlio di Filippo di Bartolomeo (29 giugno 1456 - 25 novembre 1494) e di Alessandra di Averardo Salviati.
Fedele sostenitore del partito mediceo, partecipò all'assedio di Firenze, venendo destinato, subito dopo la ripresa della città, alla carica di governatore, che mantenne con una certa ferocia, in qualità di Commissario di papa Clemente VII.
Con la salita al potere del duca Alessandro de' Medici fu un suo influente consigliere e fu nominato senatore, ma dopo l'assassinio di questi cambiò il suo schieramento politico e, conscio del peso della tirannia, si unì al partito repubblicano, sostenendo i fuorusciti fiorentini contro la successione di Cosimo de' Medici. A fianco di Filippo Strozzi combatté quindi nella battaglia di Montemurlo (1537, tenuta nei pressi della sua villa dove aveva radunato le forze antimedicee), venendo imprigionato e successivamente condannato a morte. Fu decapitato il 20 agosto di quell'anno.
Verso il 1530 aveva commissionato a Michelangelo la statua dell'Apollo-David, oggi nel Museo del Bargello, destinata originariamente a decorare il suo palazzo privato.

## Matrimonio e discendenza
Sposò Dianora di Paolo Antonio Soderini, dalla quale ebbe i figli Filippo (decapitato insieme al padre nel 1537) e Paolo Antonio (che, risparmiato, fu prigioniero a Volterra per molti anni)